# Rastrellamento di Marsiglia
Il rastrellamento di Marsiglia (in francese Rafle de Marseille) fu una retata effettuata dalle truppe tedesche con la collaborazione con polizia francese il 22, 23 e 24 gennaio 1943 che portò all'arresto di circa 6.000 persone, 1.642 delle quali furono deportate (tra loro 781 ebrei). I fatti si svolsero principalmente nel quartiere del Porto vecchio di Marsiglia. L'azione, ordinata da Heinrich Himmler, fu diretta dal generale Carl Oberg, responsabile della Ordnungspolizei in Francia, coadiuvato dalla polizia francese comandata da René Bousquet. Nei giorni successivi la retata il quartiere venne fatto evacuare dei suoi circa 20.000 abitanti, minato e distrutto.

## Antefatti

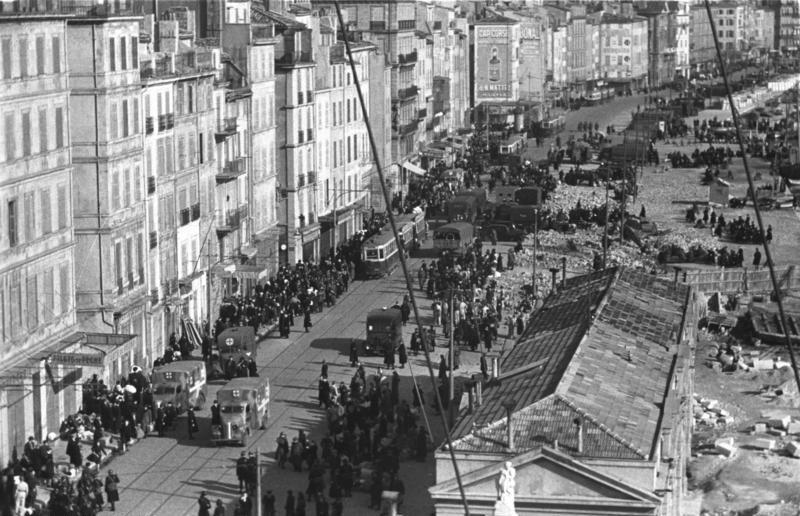
Evacuazione del Porto Vecchio.

In seguito all'invasione italo-tedesca della zona libera, le truppe tedesche occuparono Marsiglia dal 12 novembre 1942. Numerosi attacchi colpirono le forze d'occupazione tedesche. Il 3 gennaio 1943, in due differenti attacchi rimasero uccisi ufficiali e soldati tedeschi. I nazisti decisero quindi di effettuare delle rappresaglie, confermate dalla direttiva segreta firmata da Heinrich Himmler il 18 gennaio 1943:
- l'arresto di criminali a Marsiglia e la loro deportazione in Germania, con "una cifra tonda di circa 8.000 persone";
- la distruzione del "quartiere criminale" di Saint-Jean[1] davanti al porto vecchio;
- la partecipazione della polizia francese e della "guardia mobile di riserva" a queste operazioni.

L'operazione tedesca mirava soprattutto a smantellare il quartiere del Porto Vecchio, popolarmente noto come la petite Naples (Piccola Napoli). Questo popolare quartiere, caratterizzato da stretti vicoli e abitato principalmente da immigrati italiani, ma anche da ebrei, greci, spagnoli e nordafricani, costituiva la parte più antica del tessuto urbano marsigliese. L'area, proprio per la sua conformazione, e la presenza di esuli antifascisti italiani e spagnoli, era considerata dalle autorità tedesche una delle roccaforti cittadina della Resistenza locale. Inoltre, secondo le istruzioni di Himmler, la popolazione rastrellata doveva essere evacuata nei campi di concentramento della zona nord (in particolare a Compiègne), mentre il quartiere doveva essere perlustrato dalla polizia tedesca, assistita dai suoi omologhi francesi, e gli edifici infine fatti brillare.

## I fatti

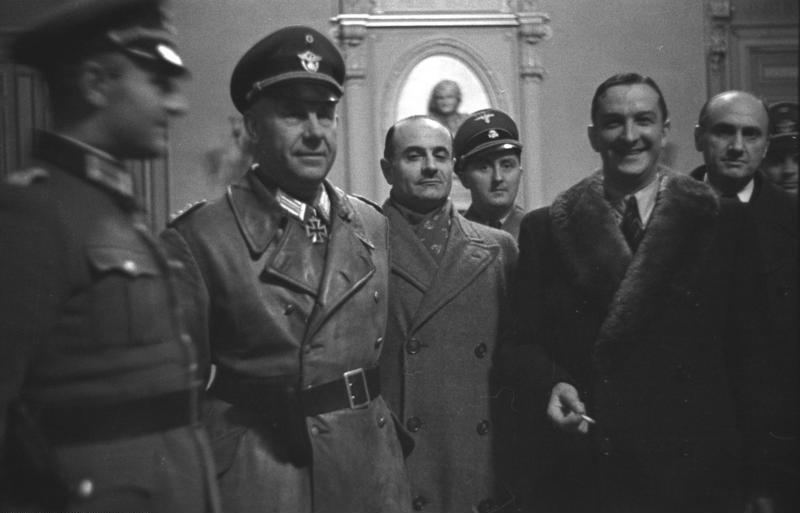
Municipio di Marsiglia, 23 gennaio 1943. Da sinistra a destra: non identificato (di profilo), Bernhard Griese (in giacca di pelle), Antoine Lemoine, prefetto, Rolf Mühler (con il berretto), KdS, René Bousquet (in pelliccia), segretario generale della polizia di Vichy, Pierre Barraud, sindaco di Marsiglia.

Da parte francese, il rastrellamento fu posto sotto il comando di René Bousquet, segretario generale delle forze di polizia del regime di Vichy, Antoine Lemoine, prefetto regionale di Marsiglia, e Maurice de Rodellec du Porzic, intendente delle forze di polizia di Marsiglia (direttore dei servizi di polizia della città di Marsiglia dal 12 ottobre 1940). In tutto vennero mobilitati 12.000 funzionari, gendarmi, agenti di polizia e guardie mobili francesi.
Da parte tedesca, il rastrellamento fu supervisionato da Carl Oberg, generale delle SS e della polizia francese, Bernhard Griese, colonnello della Ordnungspolizei, Rolf Mühler, capo del comando della polizia di sicurezza, e dal generale Hans-Gustav Felber della Wehrmacht.
Il 14 gennaio 1943, a nome di Pierre Laval, Bousquet chiese di posticipare il rastrellamento di una settimana per organizzare meglio l'operazione e far arrivare altri rinforzi di polizia. Inoltre, mentre i nazisti avevano programmato di rastrellare solo il I arrondissement, Bousquet propose di estendere l'operazione a tutta la città. Secondo lo storico Maurice Rajsfus, egli chiese e ottenne da Oberg quindi una completa libertà d'azione per la polizia francese.
Il 22 e 23 gennaio 1943, il rastrellamento si estese al quartiere dell'Opéra, dove vivevano molte famiglie ebree in virtù della vicinanza alla grande sinagoga di rue Breteuil. Duecentocinquanta famiglie furono radunate di prima mattina con una brutalità inaudita: le persone furono portate via con gli abiti che indossavano al momento dell'irruzione, senza bagagli o effetti personali; le famiglie furono separate dal momento dell'arresto e non furono mai più riunite. In questo quartiere si registrava anche una consistente presenza malavitosa, compresi dei delinquenti alle dipendenze della Gestapo, il che può spiegare la violenza degli esecutori.
Il 24 gennaio la prefettura delle Bocche del Rodano emise il seguente comunicato:
Nei tre giorni del rastrellamento furono controllate circa 40.000 persone. Di queste 6.000 furono tratte in arresto. Secondo i dati del Memoriale della Shoah, furono deportati in totale 1.642 residenti a bordo di carri bestiame dapprima al campo di Fréjus, poi a quello di Royallieu e infine a Drancy, ultimo campo di transito prima del viaggio finale versi campi in Germania e in Polonia. Circa 800 ebrei finirono a Sobibor, mentre più di 700 persone, tra cui 200 ebrei e 600 "sospetti" (stranieri clandestini, zingari, omosessuali, "vagabondi" senza indirizzo o chiunque non fosse in grado di esibire una tessera alimentare o fosse appena uscito di prigione) furono inviati a Sachsenhaussen.
Il 30 gennaio Le Petit Marseillais riportava:

## La distruzione del quartiere del Porto Vecchio

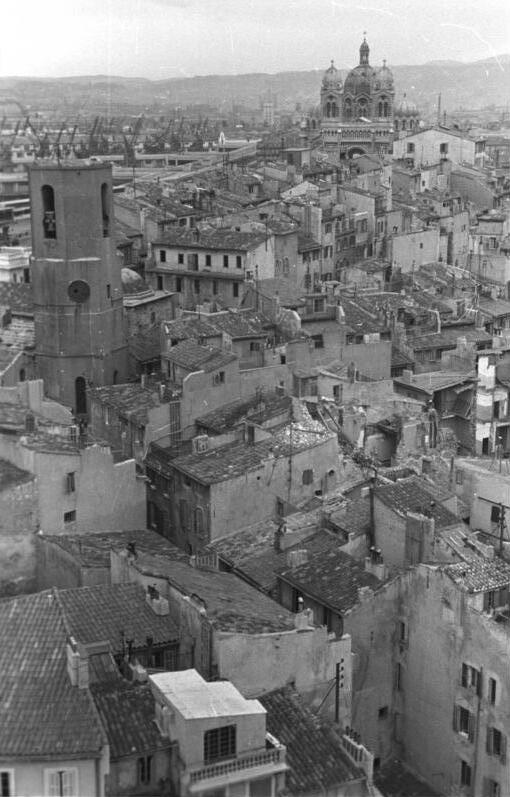
La veduta del quartiere del Vecchio Porto fotografato dal ponte trasportatore prima della sua distruzione.

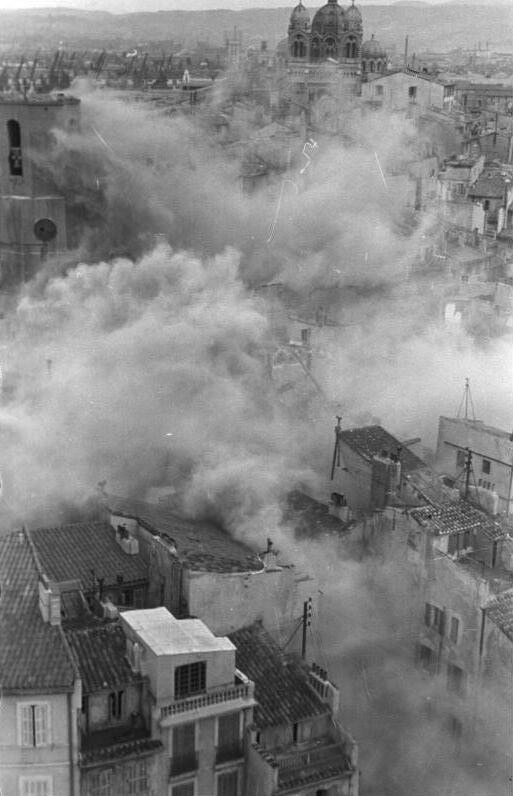
La distruzione del quartiere.

Una settimana dopo il rastrellamento, a partire dal 1º febbraio 1943, i tedeschi diedero il via all'operazione Sultan, volta a smantellare l'area a nord del Porto Vecchio. Circa 20.000 abitanti del quartiere furono fatti frettolosamente evacuare, mentre gli ingegneri nazisti minarono tutto il quartiere. Le distruzioni si protrassero per nove giorni. Complessivamente furono distrutti 1.500 edifici e l'intera zona, di una superficie pari a 14 ettari, fu ridotta a un cumulo di macerie.
Lo smantellamento del quartiere che si estendeva lungo la riva nord del Porto Vecchio era già stato discusso nel XVIII secolo. Nel corso dei secoli furono elaborati diversi progetti di risanamento. Durante la guerra, un piano di sviluppo urbano fu elaborato da architetti impegnati nella causa della Révolution nationale attuata dal regime di Vichy. I primi lavori di smantellamento erano iniziati nell'autunno del 1942. Un intero quartiere era già stato demolito all'inizio del XX secolo, il "terrain de derrière la Bourse", lasciato come un terreno incolto per cinquant'anni. Il 21 ottobre 1942, Louis Gillet aveva scritto nella rivista municipale:
Dei 20.000 evacuati, circa 12.000 furono deportati nel campo di Frejus.
La ricostruzione dell'area nord del Porto Vecchio fu completata solo nel 1956. L'igiene e l'urbanistica sono state utilizzate per mascherare una gigantesca opera di spoliazione e speculazione.

## Conseguenze
Maurice de Rodellec du Porzic, ufficiale di marina e intendente della polizia marsigliese fu arrestato alla Liberazione per il suo coinvolgimento nella distruzione del Porto Vecchio e nei rastrellamenti del gennaio 1943. Rilasciato il 9 dicembre 1945, fu reintegrato nella Marina come ufficiale nel novembre 1946, con il pieno riconoscimento dei suoi diritti alla pensione. Uno dei suoi figli, Ivan de Rodellec du Porzic, si arruolò nei Volontari francesi contro il bolscevismo (LVF) e risultò disperso sul fronte orientale.
Il 29 maggio 2019 la procura di Parigi ha aperto un fascicolo per crimini contro l'umanità.

### Immagini del rastrellamento

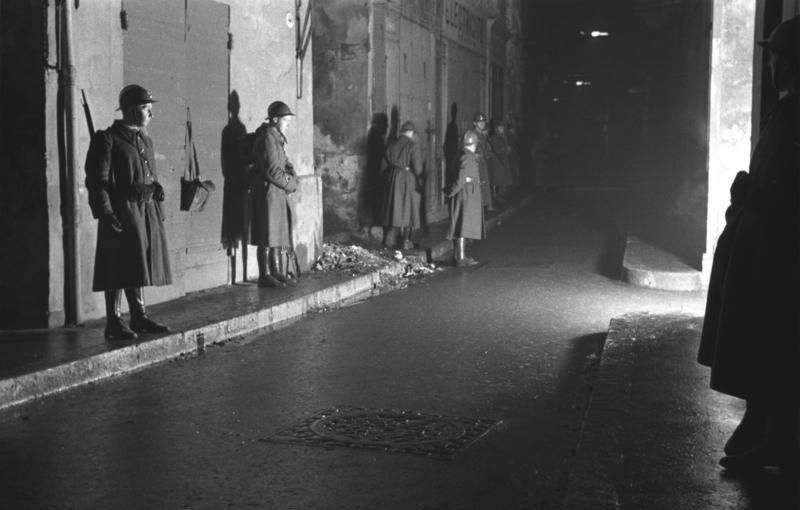
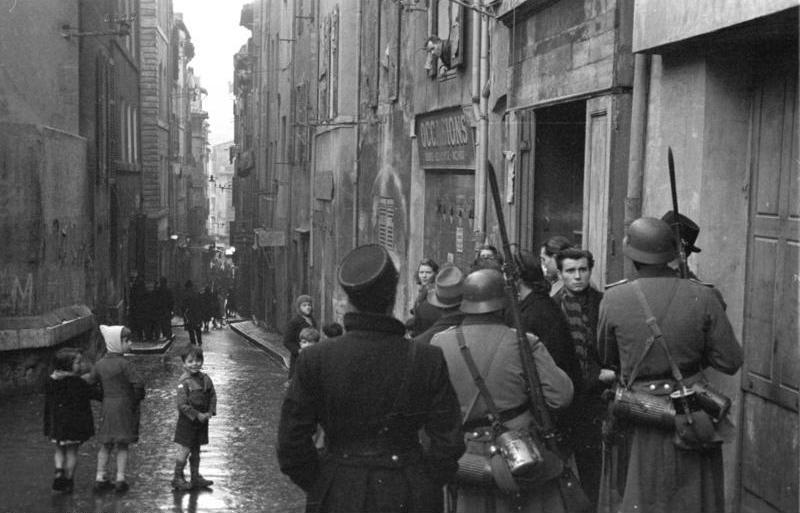
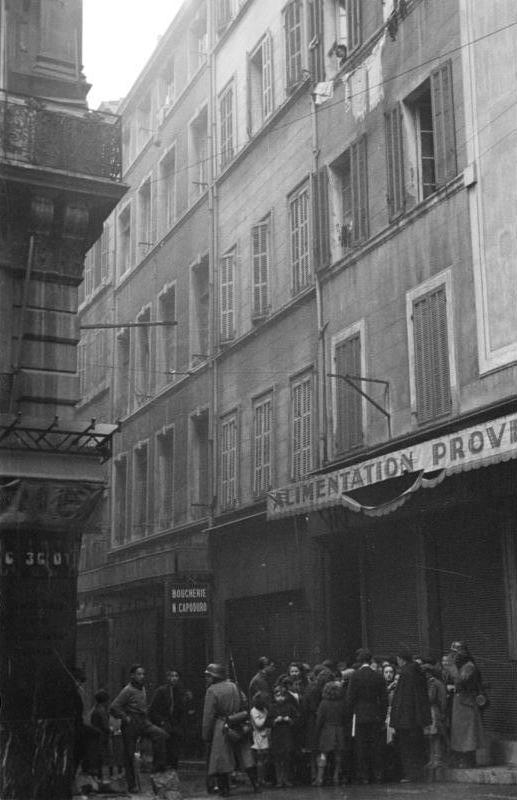
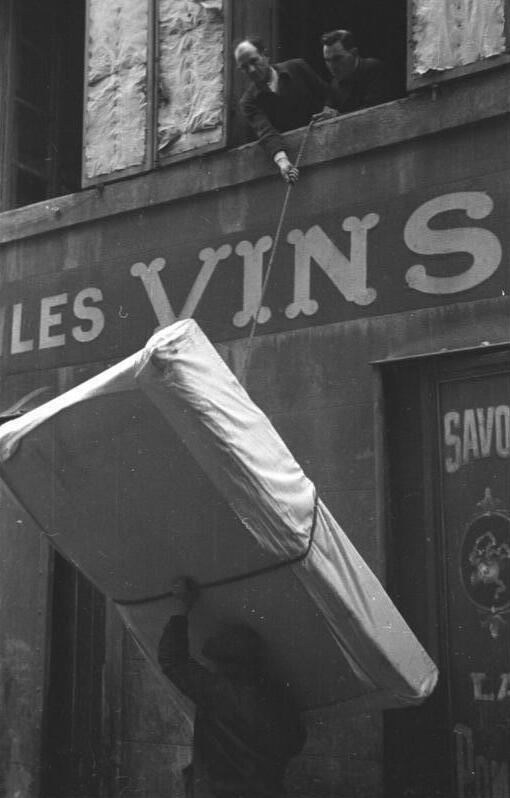
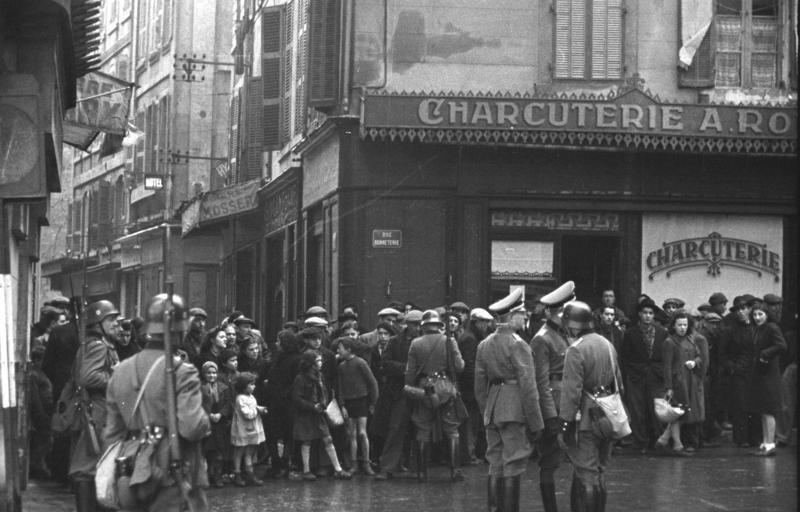
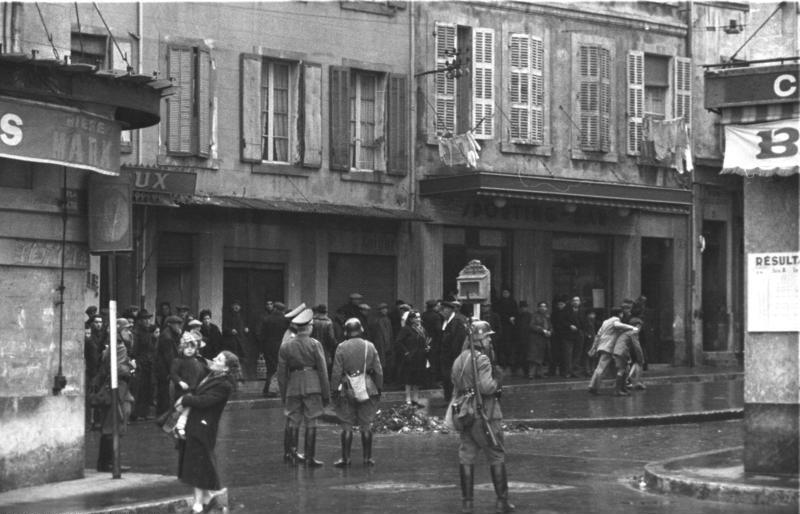
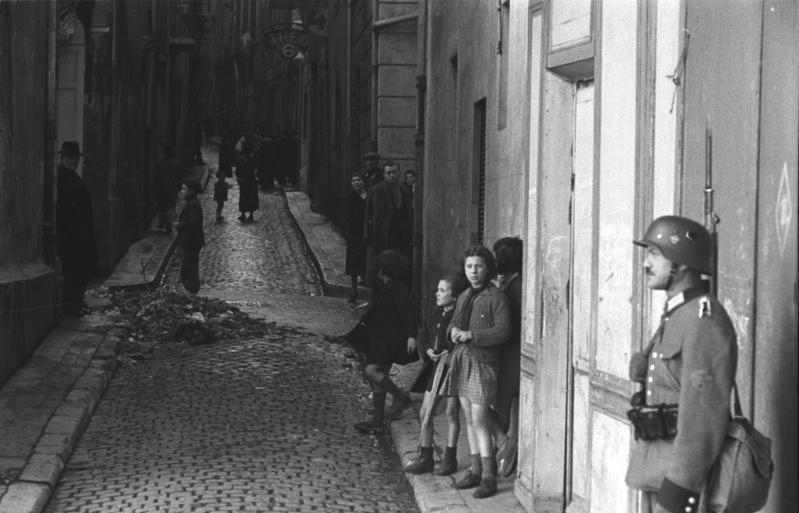
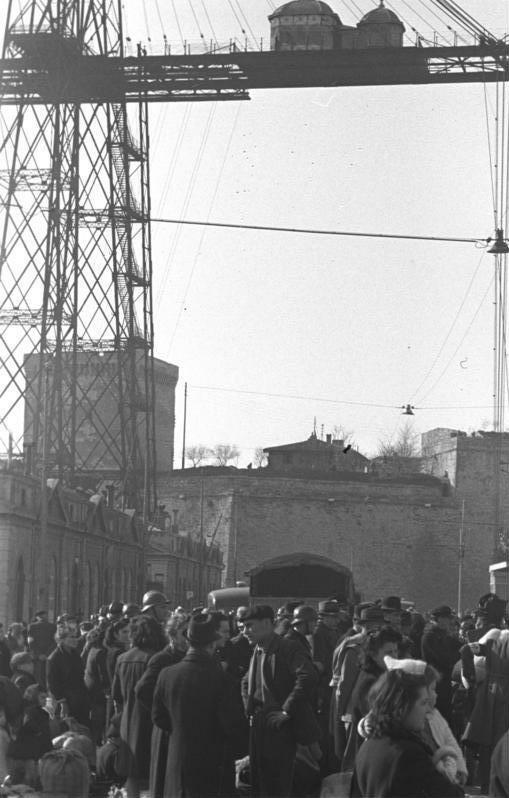
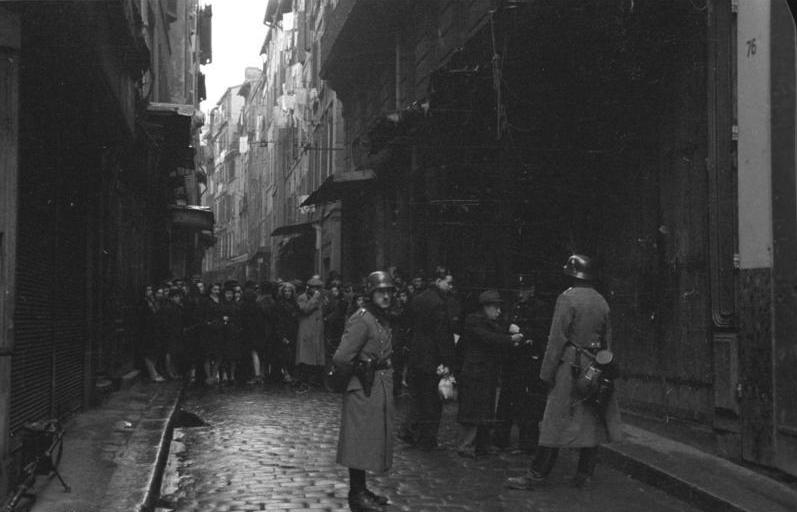
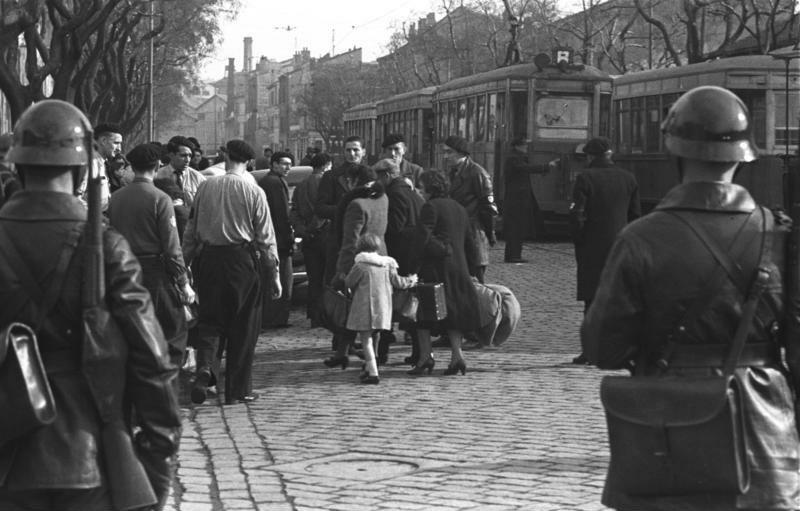
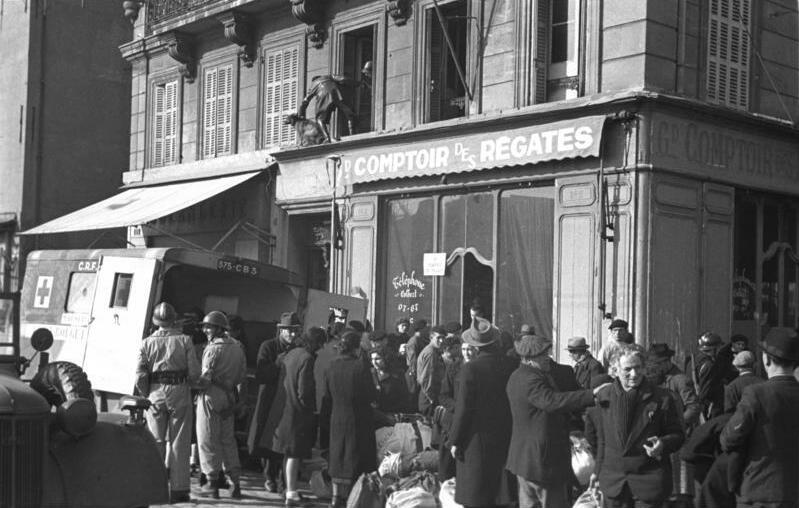
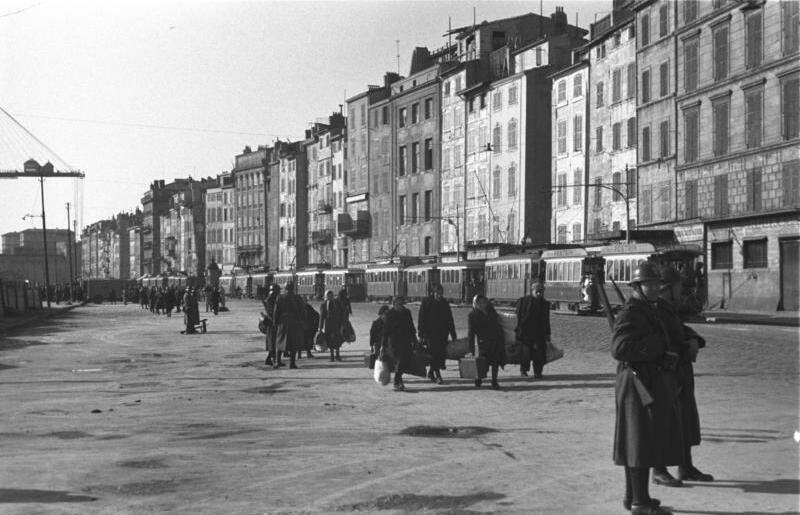
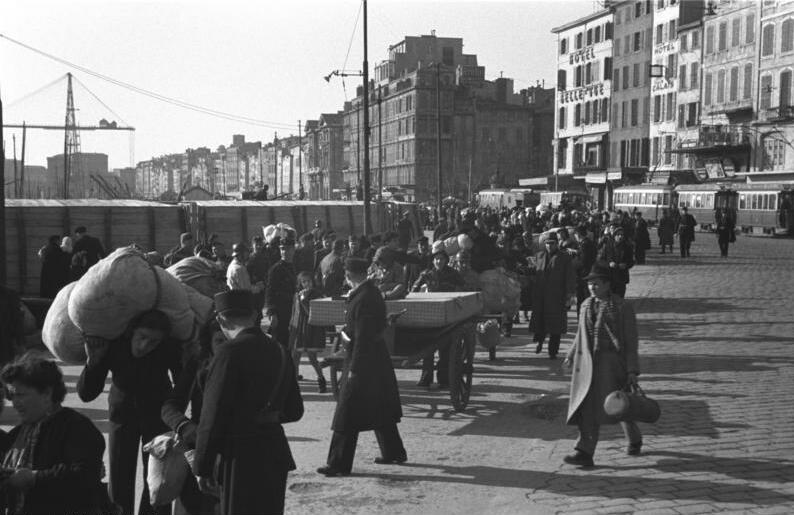

### Immagini della riunione preparatoria in Municipio il 23 gennaio 1943

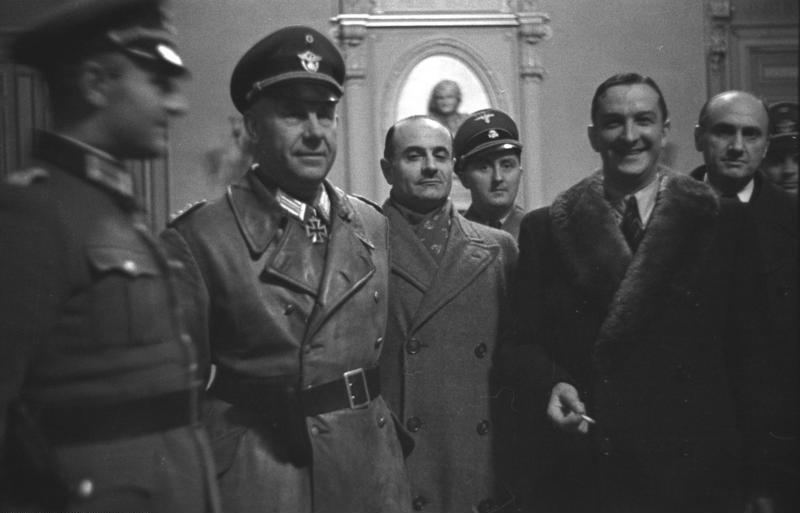
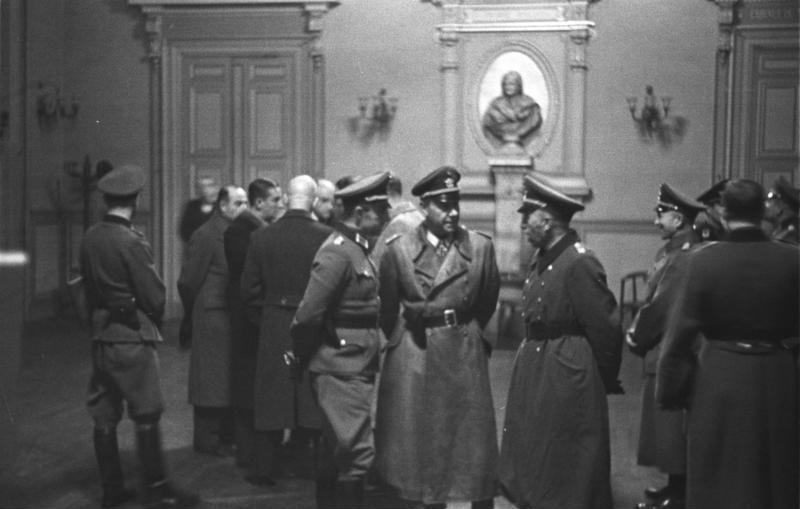
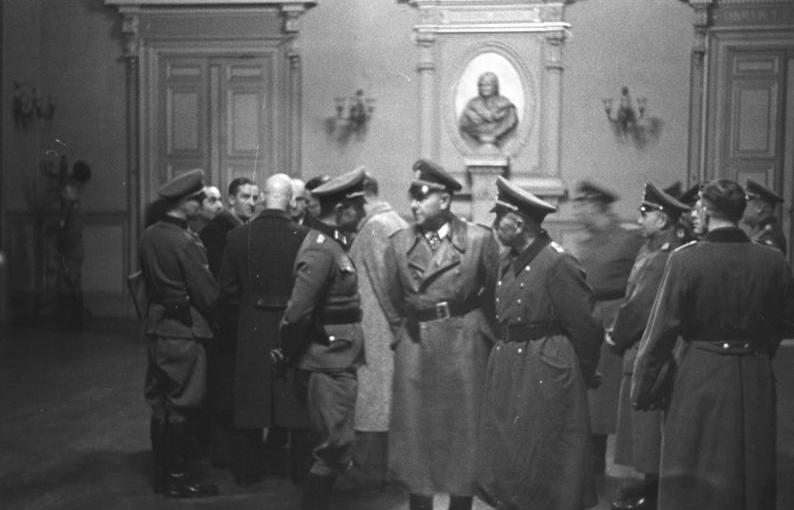
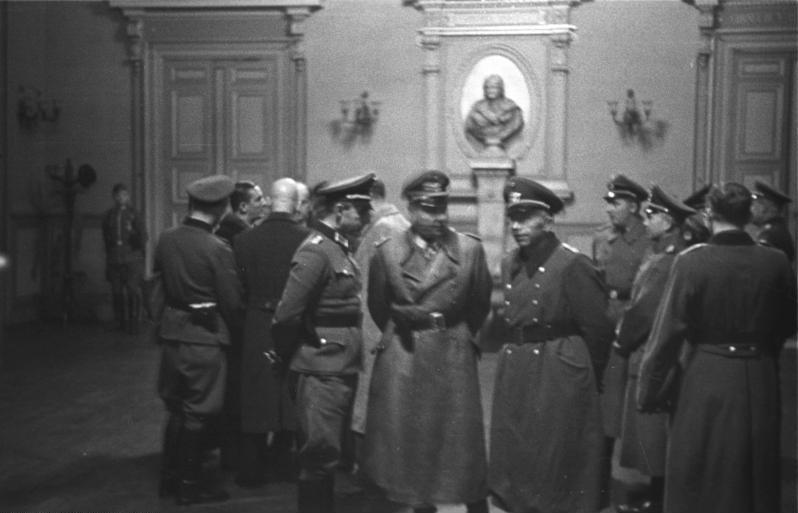
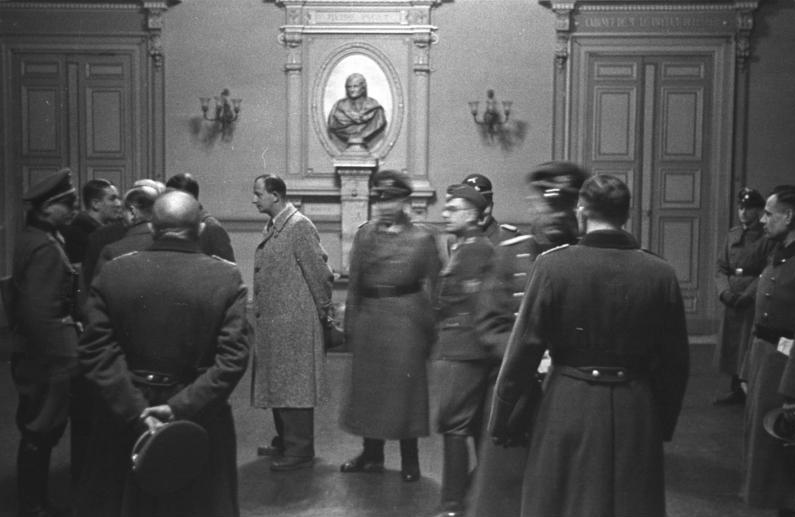
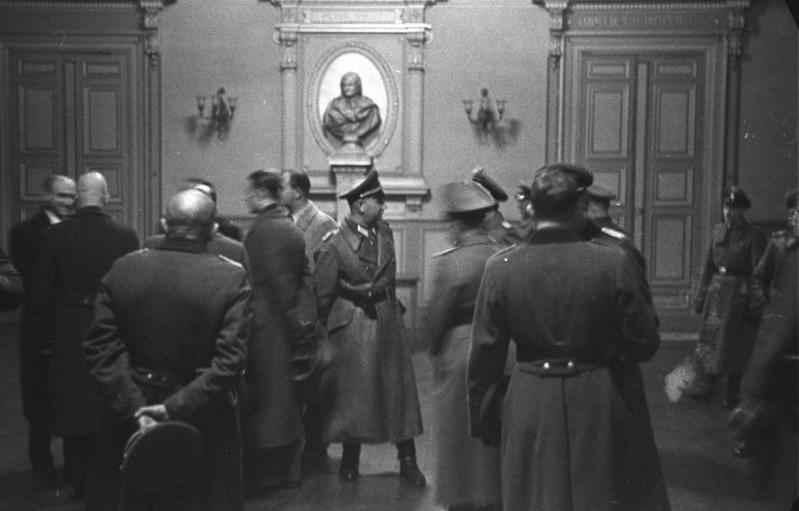
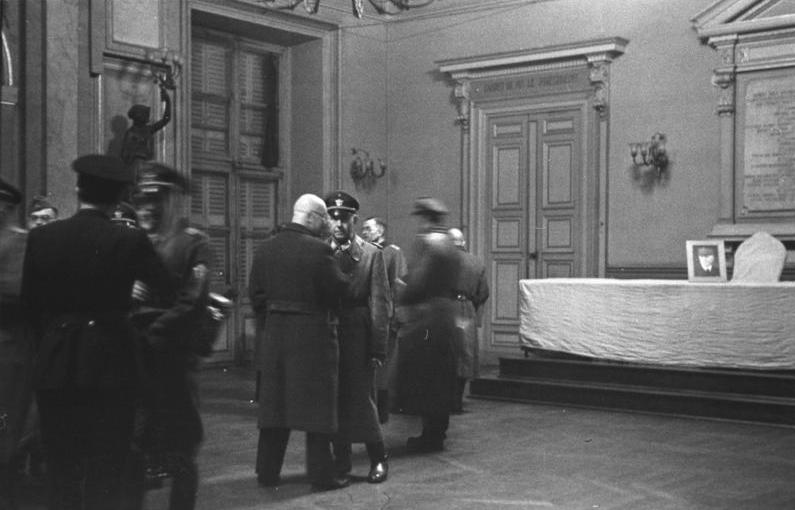
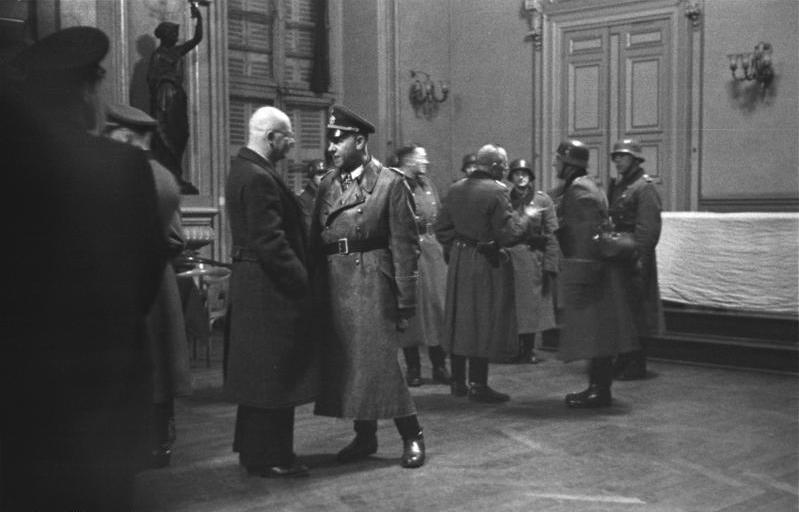
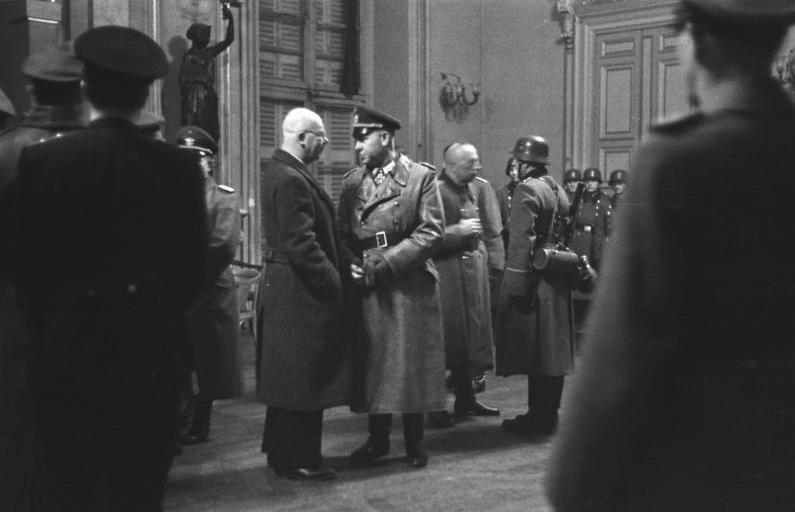
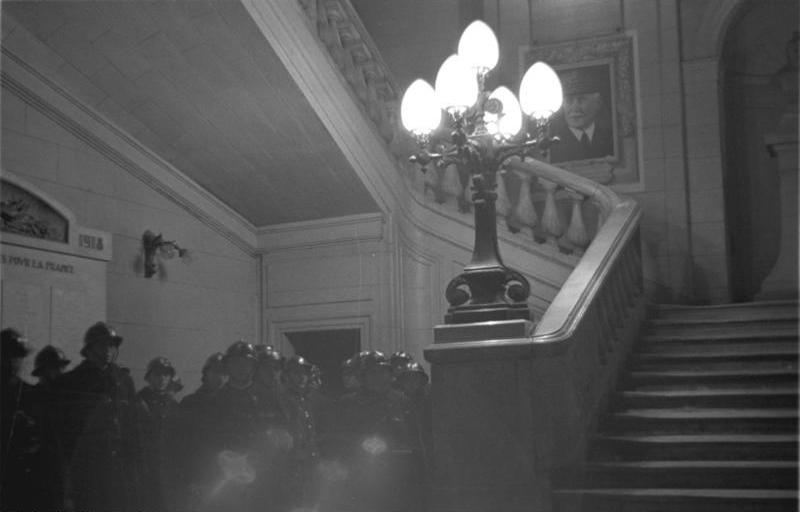

## Galleria d'immagini

### Immagini della deportazione alla stazione di Arenc

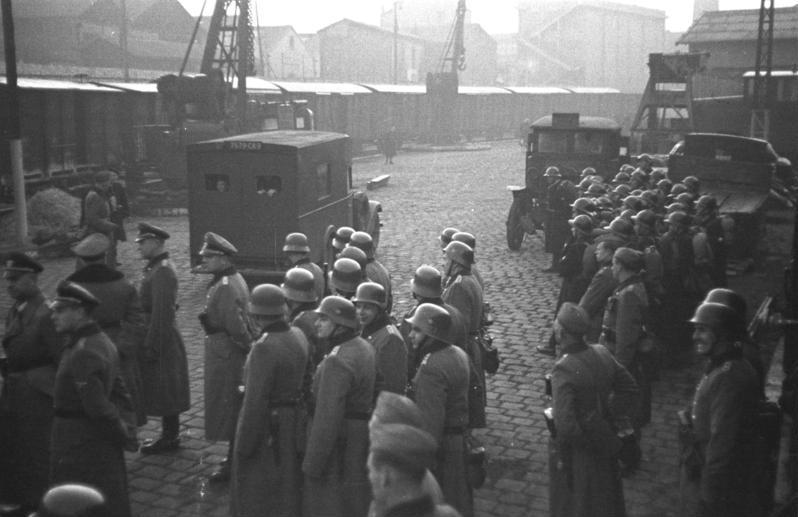
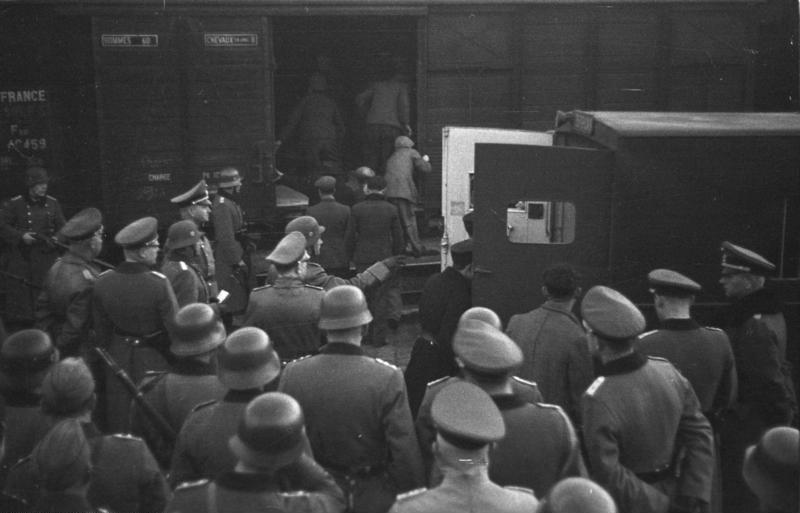
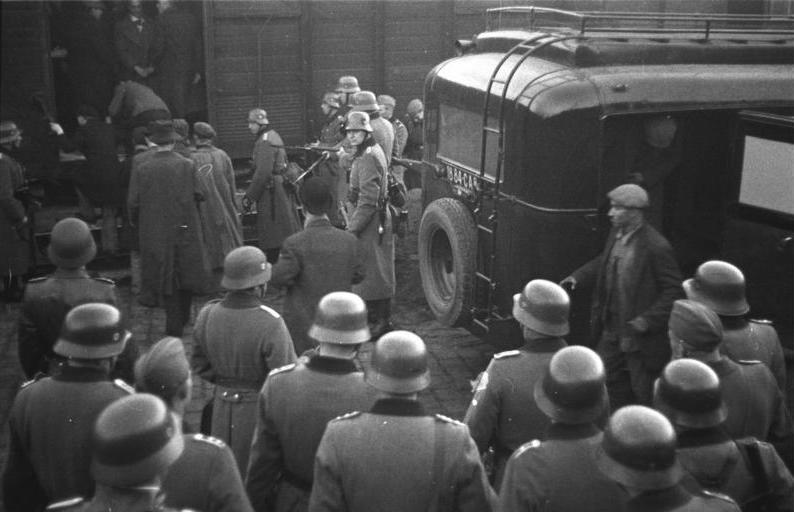
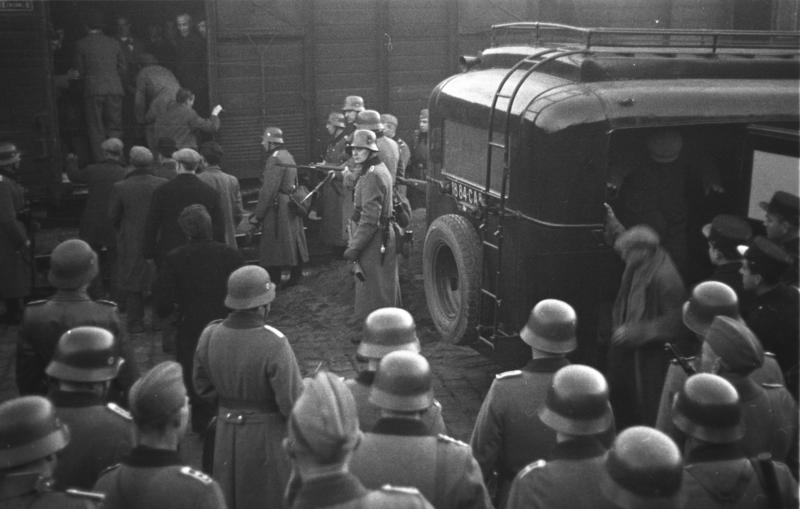
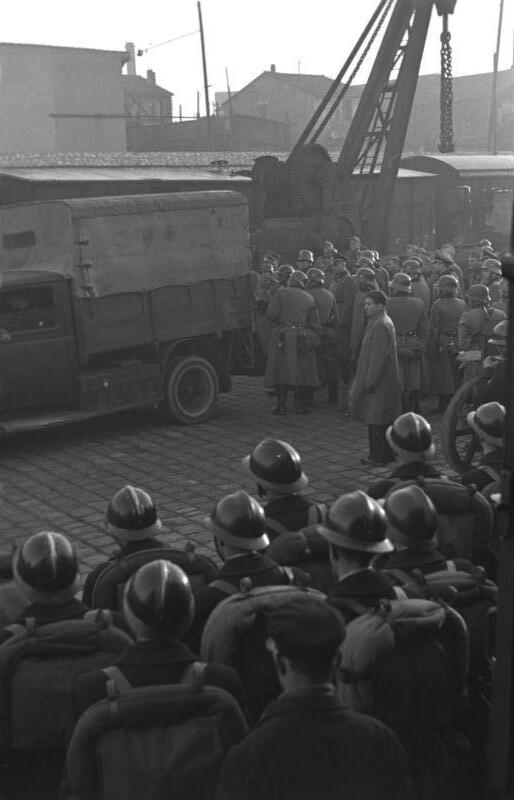
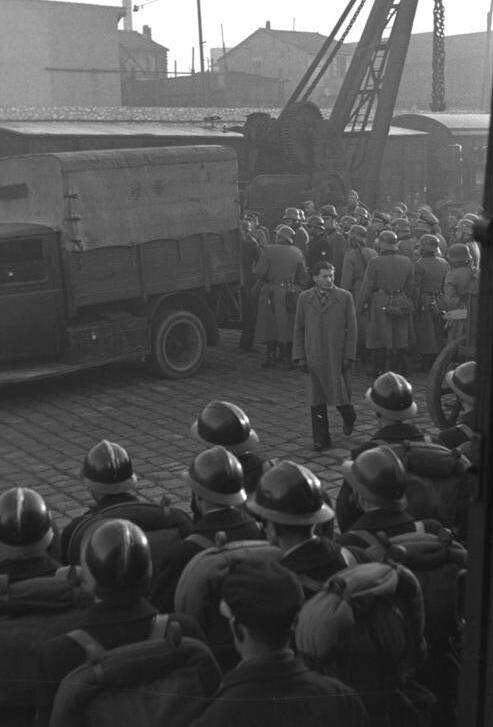
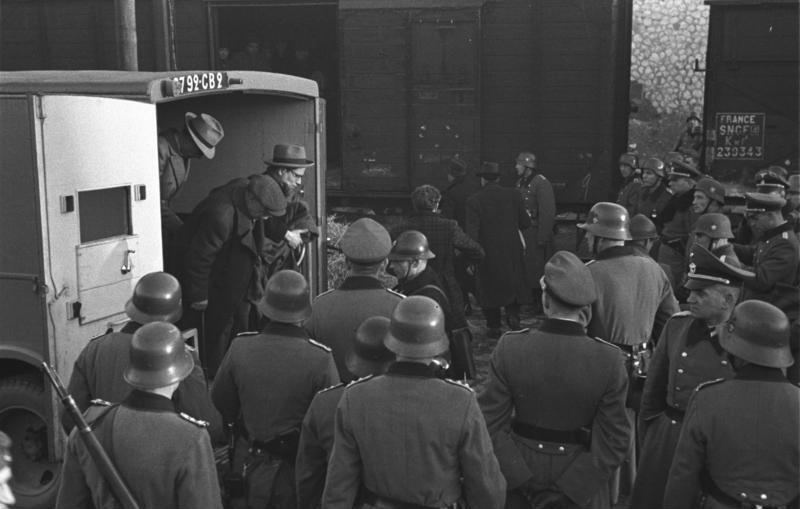
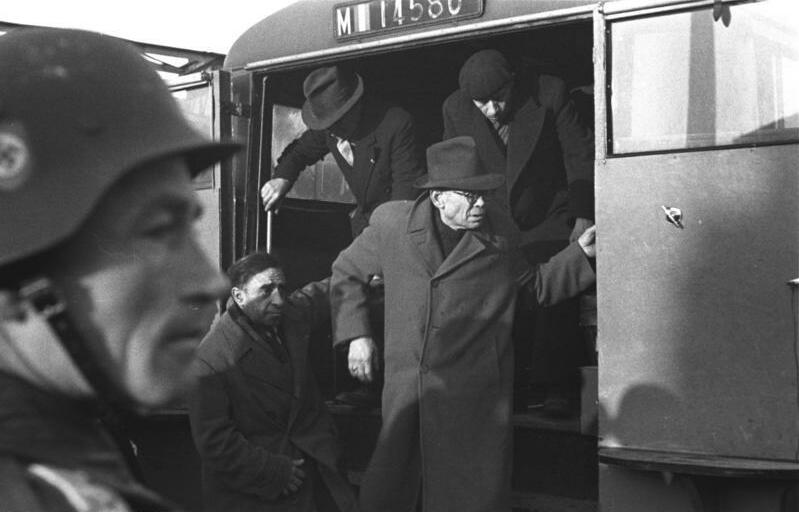
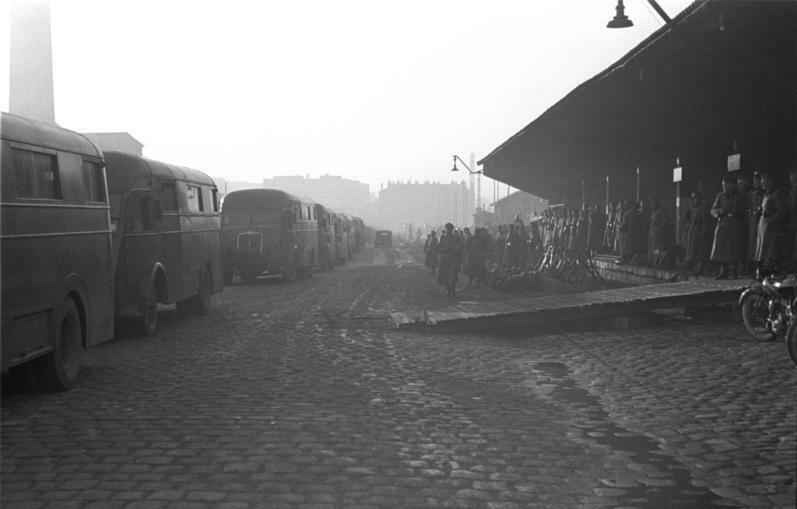
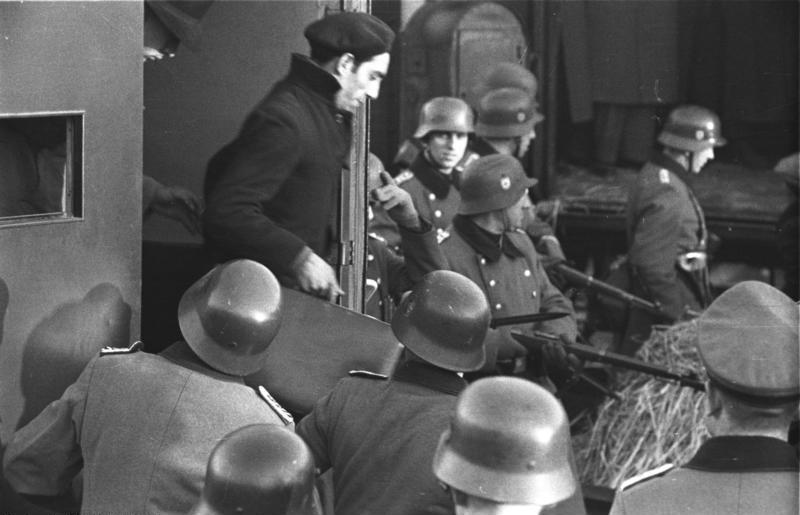
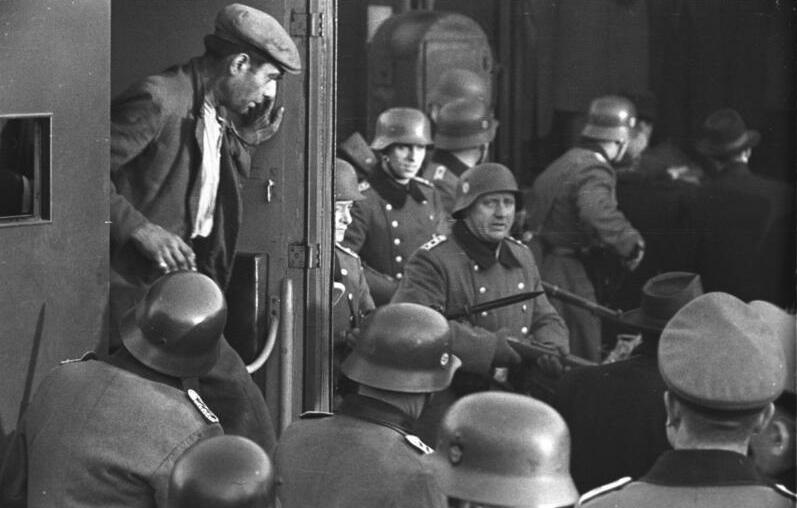
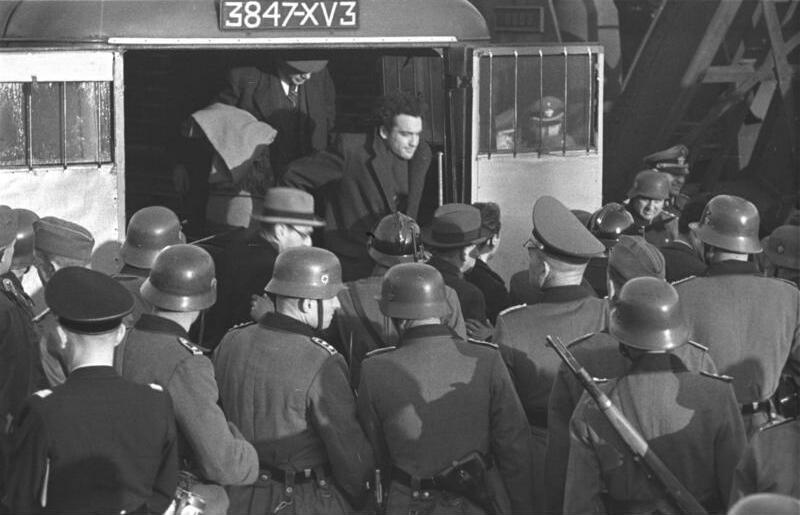
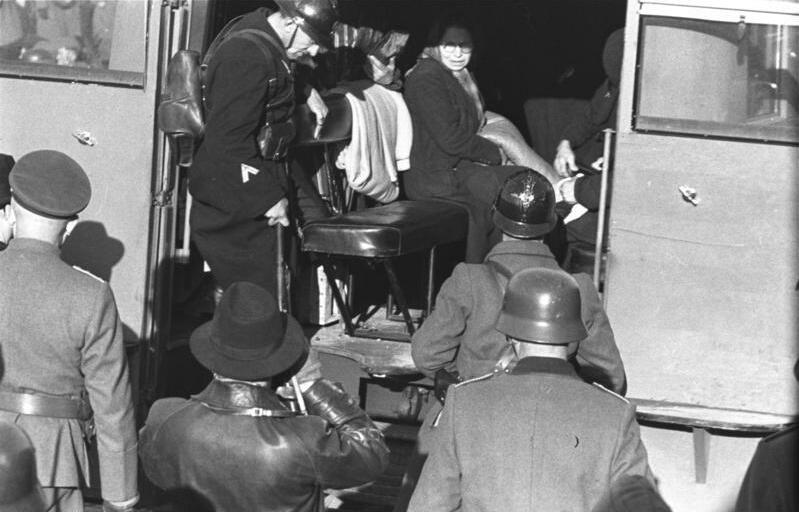
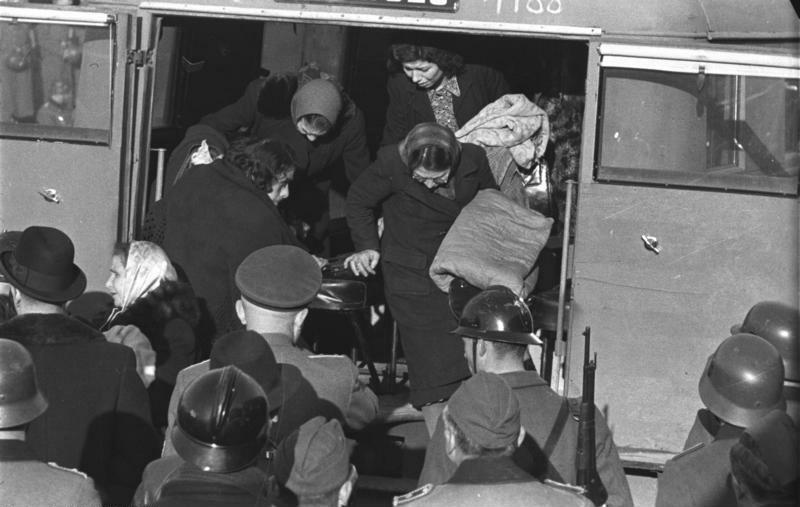
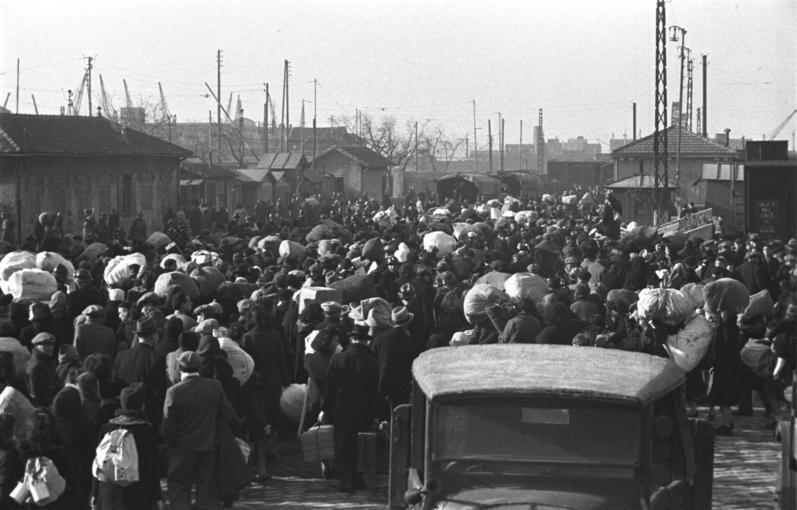
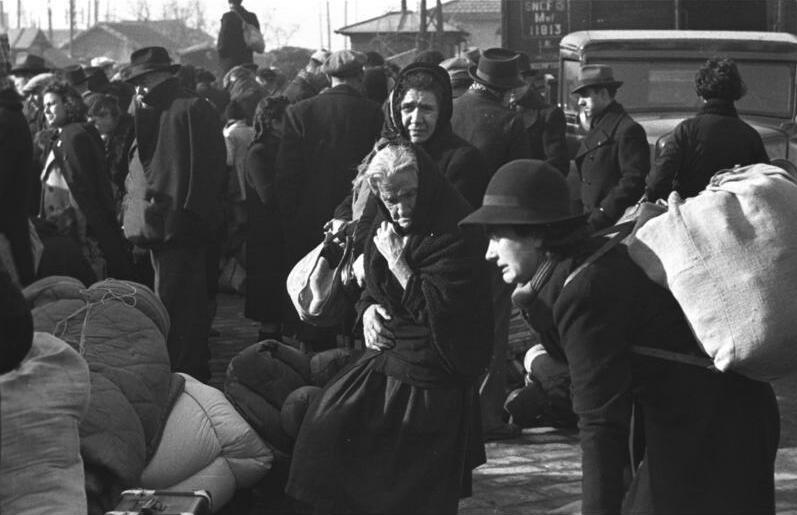
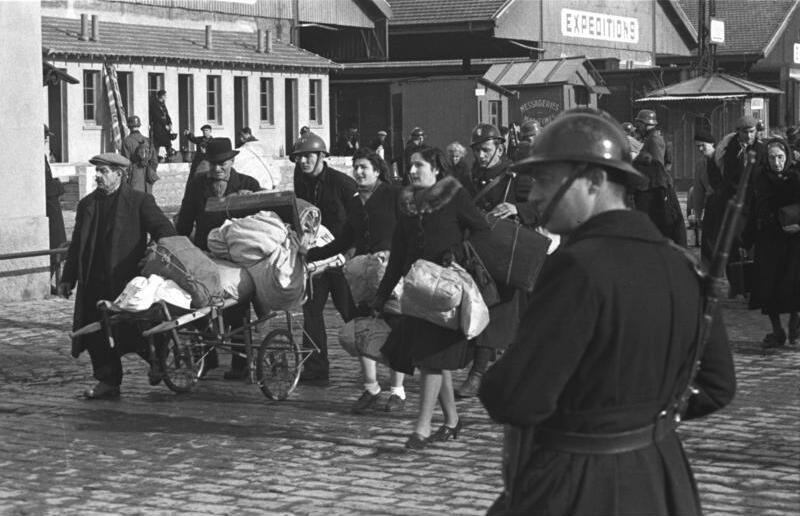
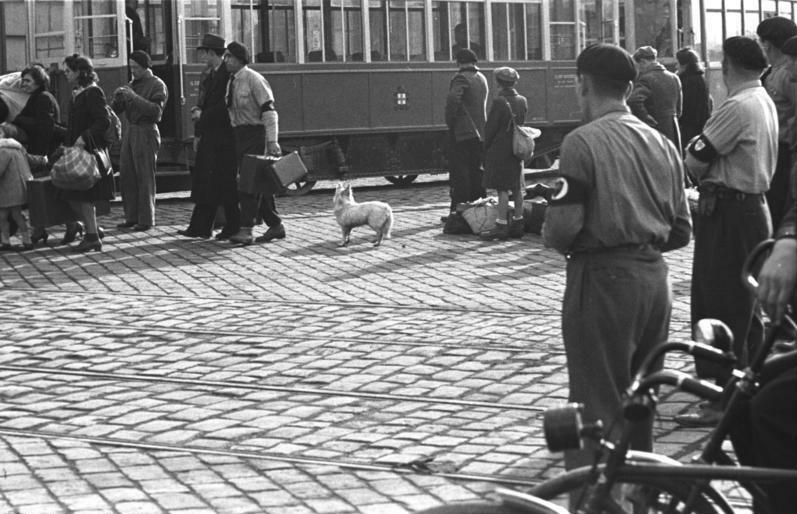
Membri del Service d'ordre légionnaire (SOL)
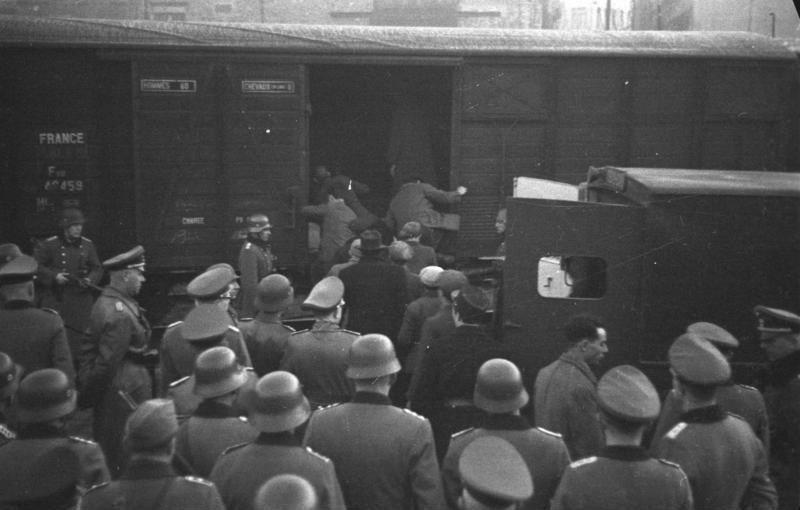
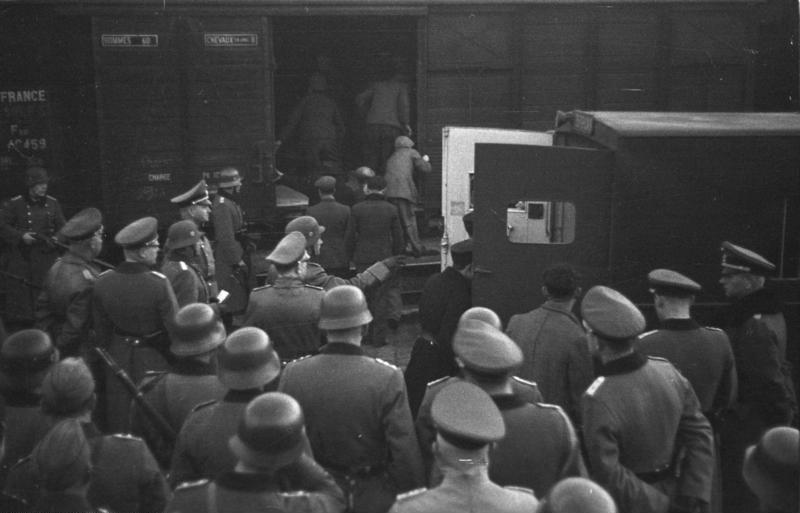
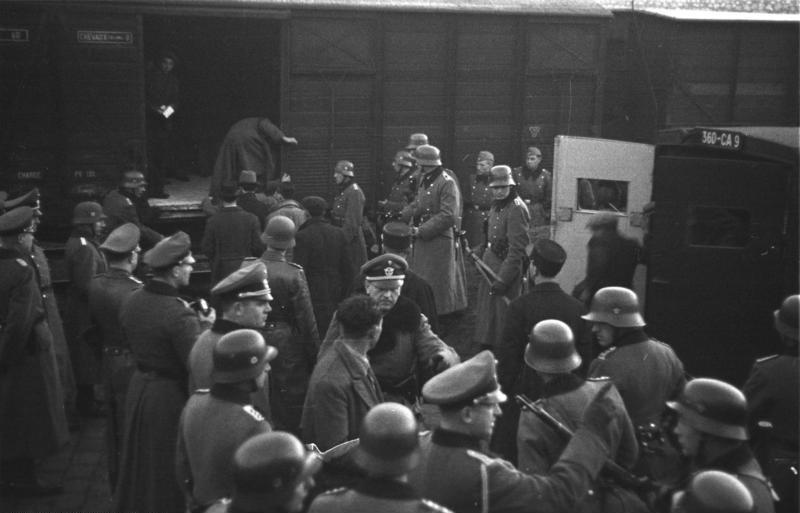
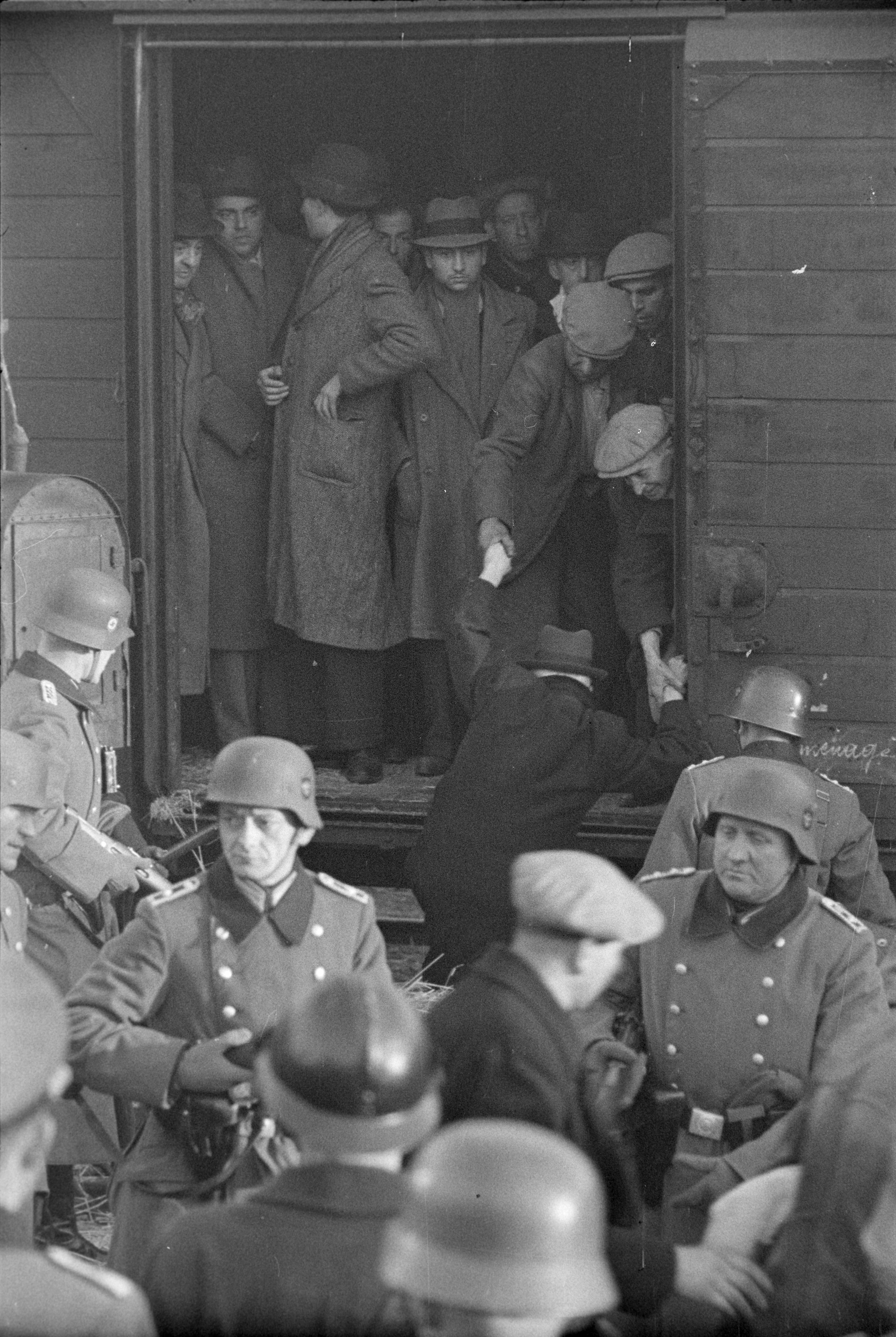
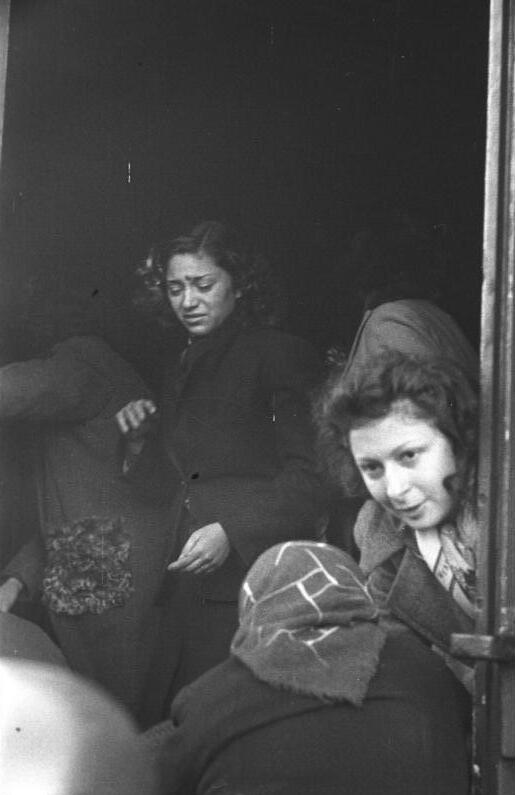
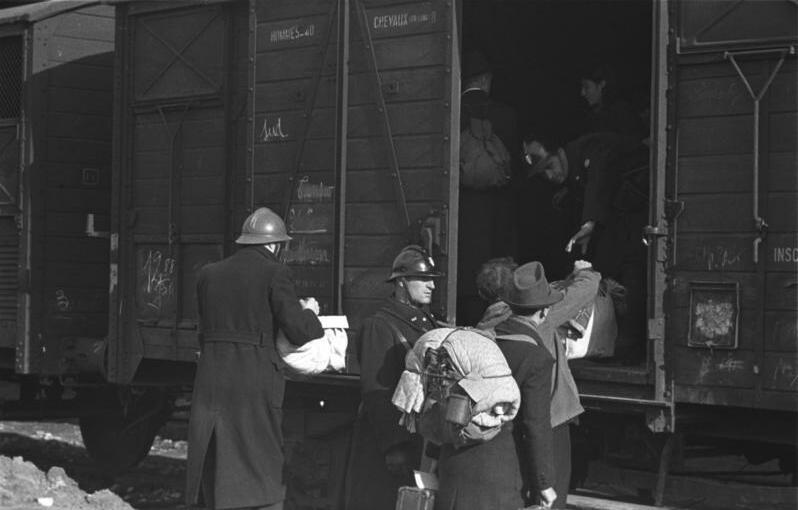
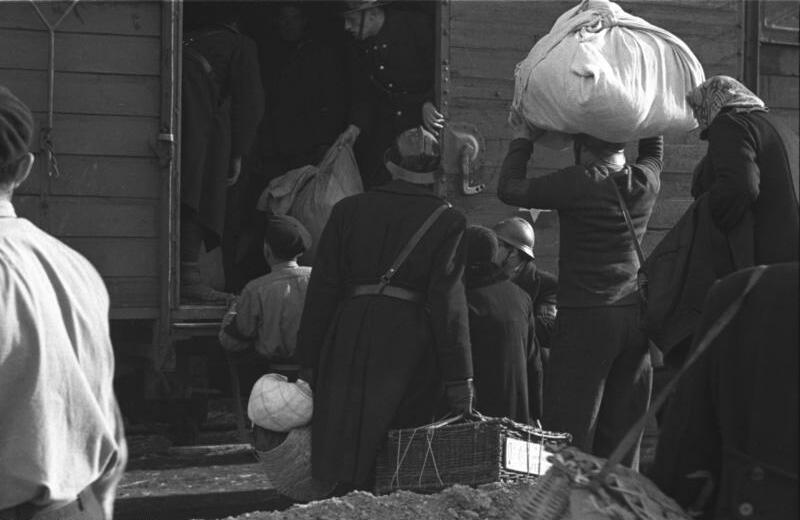
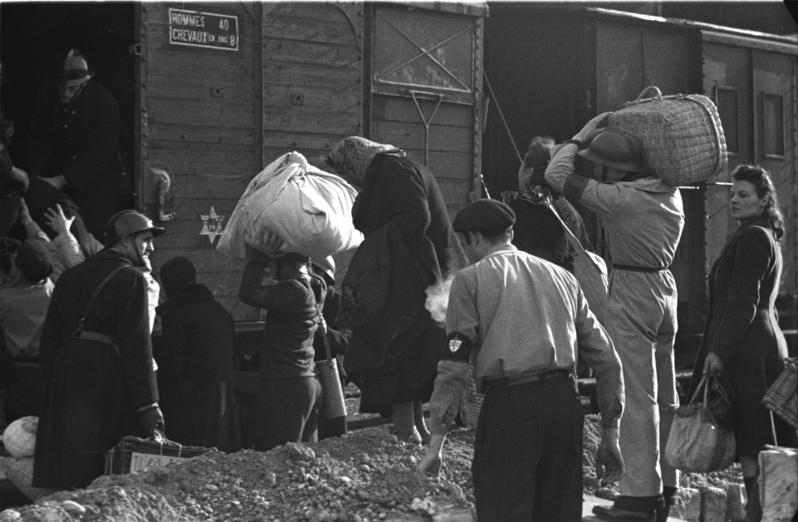
Membri del Service d'ordre légionnaire (SOL)